# Уэйт, Артур Эдвард
А́ртур Э́двард Уэйт (англ. Arthur Edward Waite; 2 октября 1857 — 19 мая 1942) — известный британский писатель, мистик, оккультист, масон, написавший множество авторитетных трудов на оккультную и эзотерическую тематику, а также соавтор Таро Райдера — Уэйта. Его биограф, Р. А. Гильберт, писал: «Имя Уэйта сохранилось, потому что он был первым, кто попытался систематически изучить историю западного оккультизма, показав его как духовную традицию, а не как часть протонауки или как религиозную аномалию».

## Жизненный путь
Уэйт родился в Соединенных Штатах. Его отец, капитан Чарльз Ф. Уэйт, умер, когда тот был совсем мал, и его овдовевшая мать, Эмма Лауэлл, вернулась на свою родину, в Англию, где её сын вскоре и обрел известность. Так как они не были богаты, Уэйт обучался в маленькой частной школе в северной части Лондона. Когда ему было 13, он поступил в колледж Святого Карла. Он писал стихи в свободное время, когда оставил учёбу, чтобы стать клерком. Смерть сестры Фредерики Уэйт в 1874 году подтолкнула его к духовным исследованиям. В возрасте 21 года он начал регулярно посещать библиотеку Британского Музея, изучая самые различные направления в магии, мистике и эзотеризме.
Когда ему было почти тридцать, он женился на Аде Лейкман (также называемой Люкаста), и у них родилась одна дочь, Сивилла Уэйт. Через некоторое время после смерти Люкасты в 1924 году Уэйт женился на Мэри Бродбенд Шофилд.

## Оккультная карьера
Большую часть своей жизни Уэйт провел в окрестностях Лондона, был связан с разными издательскими домами и был редактором журнала «Неизвестный Мир».
А. Э. Уэйт вступил в Герметический Орден Золотой Зари в январе 1891 года после знакомства с Эдмундом Уильямом Берриджем. В 1901 году Уэйт был принят в ряды вольных камещиков, а также вступил в розенкрейцерское общество Англии (SRIA) в 1902 году. Золотая заря претерпела раскол из-за внутренних ссор после чего Уэйт покинул Орден, и до 1914 года возглавлял собственное отделение Ордена, названное им «Исправленным Обрядом Ордена Золотой зари», которое было ориентировано на христианский эзотеризм, глубокое изучение Каббалы и мистицизма; позже он создал Братство Розы-Креста, которое не следует путать со SRIA. К этому времени существовало уже около полдюжины ответвлений Золотой зари, и как единое целое она никогда не была восстановлена.
Алистер Кроули, недоброжелатель Уэйта, клеветнически описал его как гнусного Артуэйта в своем романе Лунное Дитя, и неоднократно ссылался на него в своем журнале Эквинокс. Негативное отношение Кроули к Уэйту было инспирировано тем, что Кроули предвзято и агрессивно относился ко многим христианским мистикам и оккультистам, во многом из-за того, что они не желали принимать его притязания на звание «пророка» пара-религиозного учения, названного Кроули «телемой». У Лавкрафта в повести «Тварь на пороге» фигурирует злой волшебник Эфраим Уэйт; по мнению Роберта М. Прайса, прототипом этого персонажа служил Уэйт.

## Автор и учёный

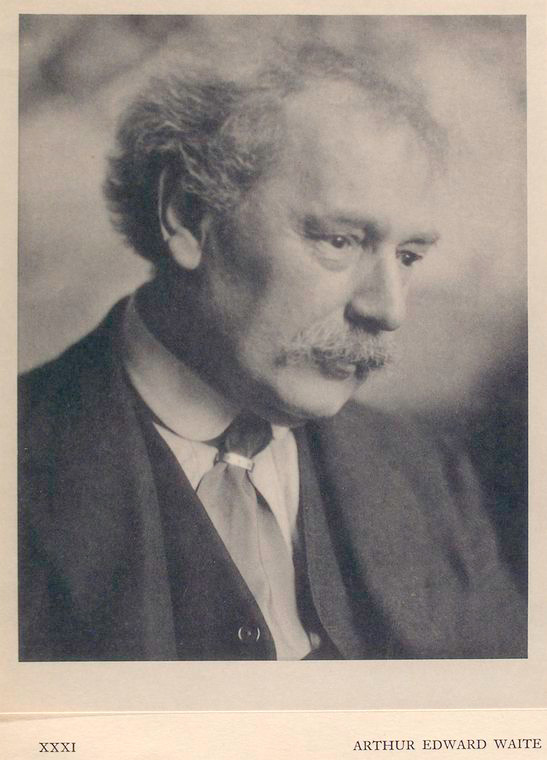
Артур Эдвард Уэйт в 1921 году.

Уэйт был плодовитым писателем, и многие его работы получили одобрение в академических кругах. Он писал оккультные работы на темы, включающие дивинацию, эзотеризм, розенкрейцерство, франкмасонство, церемониальную магию, каббалу и алхимию; он также перевел и переиздал многие важные алхимические и мистические труды. Особенно выдающимися являются его работы о Святом Граале, вдохновением для которых стала дружба с Артуром Мейченом. Многие его книги до сих пор переиздаются как на русском так и на английском языках, такие как «Церемониальной магии» (1911), «Святая каббала» (1929), «Новая энциклопедия франкмасонства» (1921), а также его перевод на английский «Учения и ритуала высшей магии» Элифаса Леви.

## Колода Таро
Уэйт наиболее известен как соавтор популярной и широко распространенной колоды Таро Райдера — Уэйта, а также как автор сопроводительной книги «Ключ к Таро», переизданной и дополненной год спустя, в 1911 году под наименованием «Иллюстрированные Ключи к Таро» (в русском переводе — «Иллюстрированный ключ Таро»). Колода Райдера-Уэйта-Смита примечательна тем, что является одной из первых колод, где проиллюстрированы все 78 карт, а не только 22 старших аркана. Член Золотой зари Памела Колман Смит иллюстрировала карты для Уэйта, и колода впервые была издана в 1909 году.

## Работы Уэйта
- Israfel: Letters, Visions and Poems, Londres, Allen, 1886.
- The Mysteries of Magic. A digest of the writings of Eliphas Lévi (1886)
- The real history of the Rosicrucians (1887), Adamant Media Corporation, 2005, 456 p.
- Handbook of Cartomancy (1889) : Manual of Cartomancy and Occult Divination, Kessinger, 1994, 264 p.  (недоступная ссылка)
- The occult sciences. A Compendium of Transcendental Doctrine & Experiment (1891), Kessinger, 2011, 285 p.
- The Hidden Church of the Holy Grail: Its Legends and Symbolism Considered in Their Affinity with Certain Mysteries of Initiation and Other Traces of a Secret Tradition in Christian Times (1909), Amsterdam, the Netherlands:Fredonia Books, 2002. ISBN 1-58963-905-7.
- The picturial key to the Tarot (1910), Kessinger, 2003, 348 p. Dessins de Pamela Colman.
- The Secret Tradition in Freemasonry (1911), Kessinger, 2002, 476 p.
- The way of divine union (1915)
- A New Encyclopaedia of Freemasonry (Ars Magna Latomorum) and of Cognate Instituted Mysteries: Their Rites, Literature, and History (1921), New York:Wings Books, 1994. ISBN 0-517-19148-2.
- The secret tradition in alchemy (1926), Kessinger, 1997, 440 p.
- The Holy Grail. Its legends and symbolism (1933), Dover, 2006, VII-624 p.
- Shadows of Life and Thought (1938), Londres, Selwyn and Blount.  Mémoires.
- The alchemical papers of Arthur Edward Waite, Nocalore Press, 1938
- Hermetic papers of A. E. Waite, édi. par R. A. Gilbert, 1987
- The Book of ceremonial magic. The secret tradition in Goëtia, Londres, Kegan Paul, 2005, XLIV-336 p.
- Inner and Outer Order Initiations of the Holy Order of the Golden Dawn, Canada, Ishtar Publishing, 2005, 328 p. ISBN 0-9735931-7-2.
- White Magic and the Evocation of the Spirits of Elements, Kessinger, 2005, 48 p.
- Black Magic and the Evocation of Demons, Kessinger, 2005, 48 p.
- The Art of Invoking Spirits in the Crystal, Kessinger, 2006, 20 p. Extrait de Manual of Cartomancy and Occult Divination, Kessinger, 1994, 264 p.
- Церемониальная Магия / Н.Новгород, 2014. — ISBN 978-5-904844-30-1